# Encruphion phalereus
Encruphion phalereus là một loài bướm đêm trong họ Erebidae.